# Млетачки зборник
Млетачки зборник (познат и као Венецијански) настао је крајем XIV. или почетком 15. века. Тачног датирања нема, јер је рукопис прекинут, тако да недостаје колофон, који је вероватно постојао, због тога се не зна ништа ни о писцу, ни о особи која је наручила Зборник, али неки историјски извори тврде да је можда писан за Хрвоја Вукчића, војводу и владара западне Босне и Далмације. Приближно датирање заснива се на палеографској и језичкој анализи рукописа.
Зборник је врло близак Хваловом зборнику, и по језику, али још више по прилозима и њиховом распореду, истом као у Хваловом зборнику, бар што се тиче текстова који су сачувани. Рукопис се први пут помиње 1719. године, а 1794. већ се њиме бавио Ј. Добровски, који је описао његову садржину. Чува се у Венецији у Библиотеци св. Марка. Разлике у односу на Хвалов зборник су што је рукопис писан лепше и читкије него Хвалов, а и слова су нешто већа.
Први део Зборника чини четворојеванђеље, иза којег следи Апокалипса, непотпун праксапостол, затим четири апокрифна текста: посланице епископа тирског Доротеја о 68 ученика Господњих и Епифанија о апостолима и два апокрифа о Павлову обхожденију и мученију. Затим следе Дела апостолска и њихове посланице.
Четворојеванђеље у Млетачком зборнику писано је на пергаменту и хартији уставним типом ћирилице.